# Farkas Ibolya
Farkas Ibolya (Viorica Farcas/Viorica Farkas) (Brassó, 1939. március 5. –) erdélyi színésznő, egyetemi tanár. Lohinszky Loránd felesége.

## Életpályája
A marosvásárhelyi Szentgyörgyi István Színművészeti Intézetben szerzett diplomát 1959-ben, és a város Nemzeti Színháza szerződtette. 1962-ben filmezett először. 1966–1968 között a kolozsvári társulat tagja, majd ismét visszatér Marosvásárhelyre. 1980-ban több nyugat-európai országban vendégszerepelt. 1981–1983, 1987–1991 és 1994–1995 között a Marosvásárhelyi Nemzeti Színház Magyar Tagozata tagja volt. 1990–2009 között tanított a Marosvásárhelyi Színművészeti Egyetemen. 2003-tól a Tompa Miklós Társulat tagja. 2004-ben, a bukaresti I. L. Caragiale Színház és Filmművészeti Egyetemen doktori címet szerzett.

### Munkássága
Sikert a Robbanás (1964) című nálunk is bemutatott munkásdrámában aratott, amely a háború napjait idézte. Emlékezetes alakítása Éva szerepe M. Dragan az Asszonyok kálváriája című nagy hatású korrajzában. A drámairodalom kiemelkedő női szerepeit alakította. Lírai hősnőinek egy részét a visszafogottság és a tiszteletet parancsoló tartózkodás jellemzi.

## Magánélete
1957-ben házasságot kötött Lohinszky Loránd Rudolf színésszel. Egy lányuk született, Lohinszky Júlia (1958).

## Színházi szerepei
A Színházi adattárban regisztrált bemutatóinak száma: 27.
| - Caragiale: Az elveszett levél....Zoe Trachanache - Guga: Egy öngyilkos világa....Augusta - William Shakespeare: Hamlet....Gertrúd - Bulgakov: A divatszalon titkai....Zoja Gyenyiszovna - Racine: Phaedra....Phaedra - Arbuzov: Régimódi komédia.... - Gorkij: Éjjeli menedékhely....Vaszilisza - Székely János: Irgalmas hazugság....Margit - Kusan: Galócza....Ankica - Maugham: Színház....Júlia Gosselyn - García Márquez: Száz év magány....Ursula - William Shakespeare: Romeo és Júlia....Capuletné | - Kopit: Szárnyak.... - Albee: Nem félünk a farkastól....Martha - Dürrenmatt: Az öreg hölgy látogatása....Claire Zachanassian - Bornemisza Péter: Magyar Electra....Clytemnestra - Békés Pál: New Buda....Újházyné - Kosztolányi Dezső: Édes Anna....Vizyné - Füst Milán: Boldogtalanok.....Özv. Húberné - Tremblay: Bingó! Bingó!....Germaine Lauzon - Serban: Yvonne, burgundi hercegnő....Margit királyné - Fosse: Alvás....Az idős asszony - Fedák Sári: Börtönnapló.... - Móricz Zsigmond: Nem élhetek muzsikaszó nélkül.... - Szabó Magda: Az ajtó....Emerenc |

### Egyéb színházi szerepei
- Euripidész–Sartre–Illyés Gy.: A trójai nők....Heléna
- Williams: Az iguána éjszakája....Maxine
- Barta Lajos: Szerelem....Lujza
- Mazilu: Balgák holdfényben....Ortansa
- Kocsis István: Árva Bethlen Kata....

## Filmjei
- Az ő része a felelősségből (1962)
- Robbanás (1964)
- Mélyen a föld alatt (1966)
- Asszonyok kálváriája (1966)
- Jönnek a kerékpárosok (1968)

## Díjai
- Pro Cultura Hungarica Emlékplakett (1996)
- Poór Lili-díj (1997)